# Богдановка (Херсонский район)
Богдановка (укр. Богданівка) — село в Херсонской городской общине Херсонского района Херсонской области Украины.
Почтовый индекс — 73482. Телефонный код — 552.

## Население
Население по переписи 2001 года составляло 545 человек.

### Языковой состав
Родной язык населения по данным переписи 2001 года:
| Язык       | Численность, чел. | Доля     |
| ---------- | ----------------- | -------- |
| Украинский | 494               | 90,64 %  |
| Русский    | 38                | 6,97 %   |
| Армянский  | 9                 | 1,65 %   |
| Другое     | 4                 | 0,74 %   |
| Итого      | 545               | 100,00 % |